# Provincia di Chlef
La provincia di Chlef è una delle è una delle 58 province dell'Algeria, suddivisa in 13 distretti, questi ultimi a loro volta suddivisi in 35 comuni.
Prende il nome dal suo capoluogo Chlef, fino al 1980 nota prima come Orleansville e poi come El Asnam. Altre città importanti della provincia sono Porto Breira e Ténès.

## Popolazione
La provincia conta 1.002.088 abitanti, di cui 502.470 di genere maschile e 499.618 di genere femminile, con un tasso di crescita dal 1998 al 2008 del 1.6%.

## Geografia antropica

### Suddivisioni amministrative
La provincia di Chlef  è suddivisa in 13 distretti.

1. Abou El Hassan•
2. Aïn Merane•
3. Beni Haoua•
4. Boukadir•
5. Chlef•
6. El Karimia•
7. El Marsa•
8. Oued Fodda•
9. Ouled Ben Abdelkader•
10. Ouled Fares•
11. Taougrit•
12. Tenès•
13. Zeboudja

Nella tabella sono riportati i comuni della Provincia, suddivisi per distretto di appartenenza.
| Distretti                         | Communi                                  |
| --------------------------------- | ---------------------------------------- |
| Distretto di Abou El Hassan       | Abou El Hassan · Talassa · Tadjena       |
| Distretto di Aïn Merane           | Aïn Merane · Harenfa                     |
| Distretto di Beni Haoua           | Beni Haoua · Breira · Oued Goussine      |
| Distretto di Boukadir             | Boukadir · Oued Sly · Sobha              |
| Distretto di Chlef                | Chlef · Sendjas · Oum Drou               |
| Distretto di El Karimia           | El Karimia · Harchoun · Beni Bouateb     |
| Distretto di El Marsa             | El Marsa · Moussadek                     |
| Distretto di Oued Fodda           | Oued Fodda · Beni Rached · Ouled Abbes   |
| Distretto di Ouled Ben Abdelkader | Ouled Ben Abdelkader · El Hadjadj        |
| Distretto di Ouled Fares          | Ouled Fares · Chettia · Labiod Medjadja  |
| Distretto di Taougrit             | Taougrit · Dahra                         |
| Distretto di Ténès                | Ténès · Sidi Akkacha · Sidi Abderrahmane |
| Distretto di Zeboudja             | Zeboudja · Bénairia · Bouzeghaia         |